# Otto Heinrich von Igelström

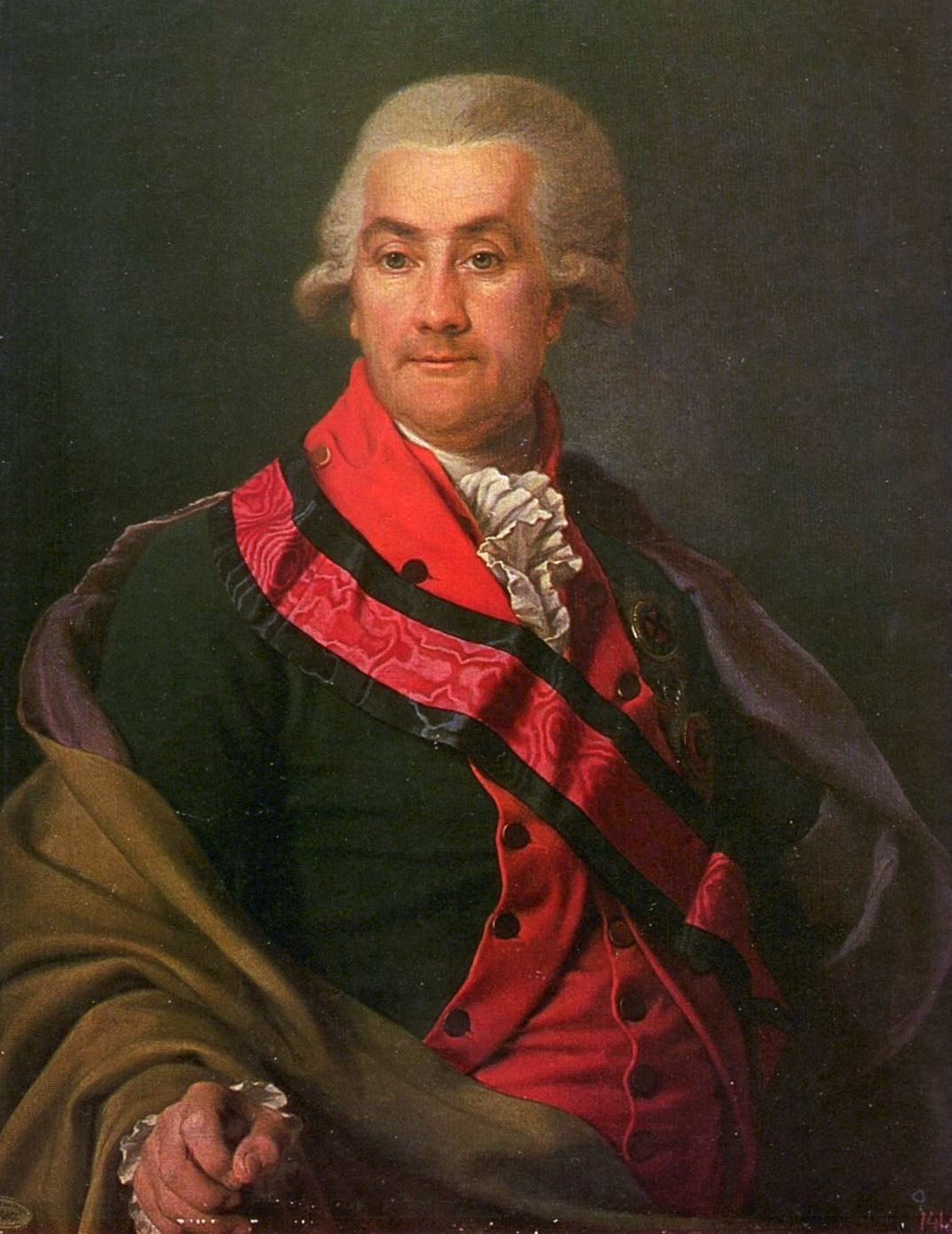
Otto Heinrich Graf Igelström, Porträt von Dmitri Lewizki

Graf Otto Heinrich von Igelström (schwedisch Otto Henrik Igelström; russisch Осип Андреевич Игельстром; * 26. Apriljul. / 7. Mai 1737greg. in Livland; † 6. Februarjul. / 18. Februar 1823greg. in Garsden) war ein russischer General und Diplomat.

## Leben

### Herkunft und Familie
Otto Heinrich entstammte der ursprünglich schwedischen Adelsfamilie Igelström, die im 17. Jahrhundert nach Livland übersiedelte, in der deutsch-baltischen kulturellen Tradition aufging und in der est- und livländischen Ritterschaft immatrikuliert war. Sein Geschlecht wurde 1792 in den Reichsgrafenstand erhoben. Seine Eltern waren Gustav Heinrich Baron von Igelström (1695–1771) und Margarethe Elisabeth von Albedyll (1705–1765). Er vermählte sich mit Honorata Stempkowska, verwitwete Gräfin Załuska und Fürstin Lubomirski, verstarb jedoch ohne Kinder zu hinterlassen.

### Werdegang
Otto Heinrich trat entgegen der Familientradition, welche dem polnischen Militärdienst zugeneigt war, als 19-Jähriger in russische Dienste. Er avancierte schnell. 1766 wurde er dem russischen Gesandten in Warschau, dem Fürsten Repnin, als militärischer Berater zugeteilt, 1768 fand er sich bereits im Rang eines Generals wieder und nahm 1769 am Türkenkrieg teil, wo er vom Fürsten Potemkin sehr gefördert wurde. In den Jahren 1776 bis 1784 war er Kommandeur der St. Petersburger Division und zugleich Mitglied des Kriegskollegiums in St. Petersburg. 1784 wurde er schließlich Befehlshaber auf der Krim, wo er Khan Şahbaz Giray nach Unbotmäßigkeiten gefangen nahm. Dann war er von 1784 bis 1786 Statthalter von Simbirsk und Ufa. Zwischenzeitlich zum Generalleutnant aufgestiegen, stand er von 1788 bis 1790 gegen die Türken und Schweden im Felde. Als General en chef schloss er 1790 den Frieden zu Werela, wurde schließlich Korpskommandeur in Finnland und 1792 Statthalter von Pleskau und Smolensk, 1793 auch von Kiew und Tschernigow und vertrat auch bei der zweiten Teilung von Polen die Interessen Russlands. 1794 löste er Graf Jakob Johann von Sievers als Gesandter in Warschau ab. Nachdem Igelström jedoch die Erwartungen der Kaiserin Katharina II. nicht erfüllt hatte, vom Kościuszko-Aufstand überrascht worden war und sich nur mit wenigen Truppen hatte retten können, fiel er in Ungnade und wurde abberufen. Unter Paul I. fand er nochmal als Kriegsgouverneur von Orenburg Verwendung, erhielt aber 1798 seinen Abschied. Er zog sich auf seine litauischen Güter zurück, wo er seinen Lebensabend verbrachte.
Stanisław August verlieh ihm den Orden des Weißen Adlers. Darüber hinaus war er Inhaber des Alexander-Newski-Ordens, des St.-Wladimir-Ordens I. Klasse, des St.-Andreas-Ordens und des St.-Georgs-Ordens III. Klasse.